# Akçaabat Sebatspor
Maillots
Le Akçaabat Sebatspor est un club turc de football domicilié à Trabzon. Après la fermeture du club en 2018, Sebat Gençlik Spor a été créé à sa place.

## Historique
- 1923 : fondation du club sous le nom de Sebat İdman Yurdu
- 1940 : le club est renommé Akcaabat Gençlik
- 1947 : le club est renommé Sebat Gençlik
- 1986 : le club est renommé Akçaabat Sebatspor
- 2003 : le club est promu en Première division turque pour la première fois de son histoire

## Parcours
- 1924-1970 : Ligues régionales amateures
- 1970-1978 : troisième division
- 1978-1993 : deuxième division
- 1993-2000 : troisième division
- 2000-2003 : deuxième division
- 2003-2005 : première division
- 2005-2007 : deuxième division
- 2007-2011 : troisième division
- 2011-2012 : quatrième division
- depuis 2012 : Ligues régionales amateures